# 할로젠 결합
할로젠 결합(영어: halogen bond)은 할로젠 원소(아이오딘, 브로민, 염소)간의 비 공유 상호작용이며 산소 또는 질소의 전자 외 쌍과 같은 다 전자 환경이다. 응용은 액정, 결정공학과 수송 단백질 호르몬 티록신의 결합과 같은 많은 생물 과정을 포함한다.

## 같이 보기
- 할로젠